# Szerves Rankine-ciklus
A szerves Rankine-ciklus (ORC = Organic Rankine Cycle) a hagyományos Rankine-ciklussal szemben, melynél a munkaközeg vízgőz, nagy moláris tömegű szerves folyadékot használ. Olyan tulajdonságokkal rendelkező közeget használ, mely lehetővé teszi a kishőmérsékletű hőforrások, mint a hulladékhő, geotermikus energia, napenergia hasznosítását.

## A ciklus működési elve
A szerves Rankine-ciklus termodinamikai körfolyamat, melynek működése teljesen megegyezik a hagyományos Rankine-cikluséval. A folyékony halmazállapotú munkaközeget egy szivattyú az elpárologtatóba nyomja, ahol állandó nyomáson elgőzölög, a gőzt gőzturbinába vezetik, ami hőenergiáját mechanikai munkává alakítja, miközben a gőz nyomása és hőmérséklete, esetleg szárazgőz tartalma lecsökken. A turbina villamos generátort hajt, mely elektromos áramot termel. A turbinában expandált gőzt kondenzátorban lecsapatják, majd a kondenzátumot a szivattyú visszatáplálja az elpárologtatóba és a folyamat kezdődik elölről.

## Munkaközegek
A munkaközeg jó megválasztása alapvető fontosságú a kishőmérsékletű Rankine-körfolyamatok esetén. Az alacsony hőmérséklet miatt a hőátadási veszteségek jelentősége megnő, lényeges ezek kis értéken tartása. A veszteségek erősen függnek a közeg termodinamikai tulajdonságaitól és a működési körülményektől. 
A kishőmérsékletű hőforrás hasznosítása céljából olyan közeget kell alkalmazni, melynek forráspontja alacsonyabb a vízénél. Általában a hűtéstechnikában használatos hűtőközegeket és szénhidrogéneket használják. 
A munkaközeg optimális jellemzői:
- Izentropikus telítettgőz görbe. A szerves Rankine-ciklusnál nem alkalmaznak erős gőztúlhevítést (mivel a hőforrás alacsony hőmérséklete ezt nem teszi lehetővé). Mindenesetre egy kismértékű túlhevítés mindenképpen kívánatos annak érdekében, hogy a folyadék kondenzálódását el lehessen kerülni az expanzió végén. A gőzturbinában erős eróziót okoz a kicsapódó folyadékcseppek ütközése a lapáttal.
- Alacsony fagyáspont, nagy hőfokstabilitás. A vízzel ellentétben a szerves munkaközegek magasabb hőmérsékleten általában bomlásra hajlamosak. A hőforrás maximális hőmérsékletét így a közeg kémiai stabilitása korlátozza. Másrészt a közeg fagyáspontjának természetesen a ciklus legalacsonyabb hőmérsékleténél kisebbnek kell lennie.
- Nagy párolgáshő és sűrűség. Az ilyen tulajdonságokkal rendelkező közeg több hőt tud felvenni az elgőzölögtetőben és így kisebb a keringetendő közeg mennyisége, az erőmű mérete és a szivattyú fogyasztása.
- Kis környezeti ártalom. A fő veszélyek az ózonréteg bomlására és a globális felmelegedésre gyakorolt hatás.
- Biztonságos üzem. A közeg nem lehet korrozív, gyúlékony és mérgező.
- Könnyű előállíthatóság és alacsony költség.
- Elfogadható nyomástartomány (nem túlságosan nagy nyomás).

|  |  |  |

| Közeg                    | Relatív molekulatömeg | Kritikus pont | Kritikus pont | Forráspont 1 bar | Forráshő 1 bar | A szárazgőz görbe hajlása | Bomlási hőmérséklet kb. |
| ------------------------ | --------------------- | ------------- | ------------- | ---------------- | -------------- | ------------------------- | ----------------------- |
| NH3                      | 17                    | 405,3 K       | 11,33 MPa     | 239,7 K          | 1347 kJ/kg     | negatív                   | 750 K                   |
| Víz                      | 18                    | 647,0 K       | 22,06 MPa     | 373,0 K          | 2256 kJ/kg     | negatív                   | .                       |
| n-bután C4H10            | 58,1                  | 425,2 K       | 3,80 MPa      | 272,6 K          | 383,8 kJ/kg    | .                         | .                       |
| n-pentán C5H12           | 72,2                  | 469,8 K       | 3,37 MPa      | 309,2 K          | 357,2 kJ/kg    | .                         | .                       |
| C6H6                     | 78,14                 | 562,2 K       | 4,90 MPa      | 353,0 K          | 438,7 kJ/kg    | pozitív                   | 600 K                   |
| C7H8                     | 92,1                  | 591,8 K       | 4,10 MPa      | 383,6 K          | 362,5 kJ/kg    | pozitív                   | .                       |
| R134a (HFC-134a)         | 102                   | 374,2 K       | 4,06 MPa      | 248,0 K          | 215,5 kJ/kg    | izentropikus              | 450 K                   |
| C8H10                    | 106,1                 | 616,2 K       | 3,50 MPa      | 411,0 K          | 339,9 kJ/kg    | pozitív                   | .                       |
| R12                      | 121                   | 385,0 K       | 4,13 MPa      | 243,2 K          | 166,1 kJ/kg    | izentropikus              | 450 K                   |
| HFC-245fa                | 134,1                 | 430,7 K       | 3,64 MPa      | 288,4 K          | 208,5 kJ/kg    | .                         | .                       |
| HFC-245ca                | 134,1                 | 451,6 K       | 3,86 MPa      | 298,2 K          | 217,8 kJ/kg    | .                         | .                       |
| R11 (CFC-11)             | 137                   | 471,0 K       | 4,41 MPa      | 296,2 K          | 178,8 kJ/kg    | izentropikus              | 420 K                   |
| HFE-245fa                | 150                   | 444,0 K       | 3,73 MPa      | .                | .              | .                         | .                       |
| HFC-236fa                | 152                   | 403,8 k       | 3,18 MPa      | 272,0 K          | 168,8 kJ/kg    | .                         | .                       |
| R123                     | 152,9                 | 456,9 K       | 3,70 MPa      | 301,0 K          | 171,5 kJ/kg    | pozitív                   | .                       |
| CFC-114                  | 170,9                 | 418,9 K       | 3,26 MPa      | 276,7 K          | 136,2 kJ/kg    | .                         | .                       |
| R113                     | 187                   | 487,3 K       | 3,41 MPa      | 320,4 K          | 143,9 kJ/kg    | pozitív                   | 450 K                   |
| n-perfluoro-pentán C5F12 | 288                   | 420,6 K       | 2,05 MPa      | 302,4 K          | 87,8 kJ/kg     | .                         | .                       |

## Külső hivatkozások
- Kékenergia
- Szerves Rankine-ciklus animáció[halott link]
- Experimental Study and Modeling of a Low Temperature Rankine Cycle for Small Scale Cogeneration. Archiválva 2012. február 8-i dátummal a Wayback Machine-ben